# Майрена, Мари-Шарль Давид де
Мари-Шарль Давид де Майрена (фр. Marie-Charles David de Mayrena; 31 января 1842 — 11 ноября 1890) — французский путешественник и авантюрист, основатель недолго существовавшего государства Седанг на территории современного южного Вьетнама.

## Биография
Родился в Тулоне, в 1883 году отправился на остров Ява, спасаясь от преследований кредиторов. Спустя год вернулся во Францию и в Париже организовал отправку партии вооружения в Ачех. На обратном пусти в Ост-Индию он остановился во Вьетнаме, входившем тогда в состав Французского Индокитая, и основал плантацию. В 1888 году король Сиама начал утверждать свою власть на территориях к западу от французских владений, и французский губернатор принял предложение де Майрена возглавить экспедицию вглубь этих территорий для проведения переговоров с местными жителями о переходе под французский протекторат. Тем не менее, прибыв к местным вождям, де Майрена уговорил их провозгласить новое государство — Седанг, объявив, что местные жители не являются вассалами аннамского императора и могут быть независимыми, и провозгласив себя его королём под именем Мари I. Это произошло 3 июня 1888 года. Первоначально де Майрена объявил государственной религией католицизм, но большинство жителей Седанга были мусульманами; он не стал пытаться обратить их в христианство и, напротив, сам принял ислам. Он также разработал внешний вид флага Седанга и высшей государственной награды (которую изготовили гонконгские ювелиры).
Первоначально де Майрена пытался добиться дипломатического признания Седанга, затем предложил передать его под протекторат Франции, Германии (написал письмо германскому императору, когда французы отвергли его предложение, однако оно было перехвачено последними), а в 1889 году — англичанам через власти в Гонконге. Получив везде отказы, он отправился во Францию, а оттуда в Бельгию, где местный финансист Сонси предложил ему оружие и деньги в обмен на право разработки месторождений полезных ископаемых в Седанге. Однако вьетнамские порты были блокированы ВМС Франции, что воспрепятствовало возвращению де Майрена в Седанг, а отправленные им грузы с оружием арестованы как контрабанда в Сингапуре. Де Майрена, которого во Франции приговорили к смертной казни, бежал в Британскую Малайю, где в итоге и умер на острове Тиоман при невыясненных обстоятельствах (среди которых называются отравление, укус змеи, самоубийство или убийство).